# Намонастреви (Кедский муниципалитет)
Намонастреви (груз. ნამონასტრევი) — село в Кедском муниципалитете Грузии.

## География
Село находится на берегу реки Мериси, на расстоянии в 7 километрах от посёлка городского типа Кеда, административного центра муниципалитета. Абсолютная высота — 820 метров над уровнем моря.

## Население
По данным переписи 2014 года, в селе проживает 60 человек.
| Год  | Население | Мужчины | Женщины |
| ---- | --------- | ------- | ------- |
| 2002 | 89        | 46      | 43      |
| 2014 | ↘60       | 29      | 31      |